# Стралевка
Стралевка — река в России, протекает по Варнавинскому району Нижегородской области.
Река берёт начало в смешанных берёзово-сосновых лесах. Течёт в восточном направлении. Устье реки находится у села Макарий в 1 км по правому берегу реки Курдомка. Длина реки составляет 12 км.

## Данные водного реестра
По данным государственного водного реестра России относится к Верхневолжскому бассейновому округу, водохозяйственный участок реки — Ветлуга от города Ветлуга и до устья, речной подбассейн реки — Волга от впадения Оки до Куйбышевского водохранилища (без бассейна Суры). Речной бассейн реки — (Верхняя) Волга до Куйбышевского водохранилища (без бассейна Оки).
Код объекта в государственном водном реестре — 08010400212110000042949.